# Holochilus sciureus
Holochilus sciureus är en däggdjursart som beskrevs av Wagner 1842. Holochilus sciureus ingår i släktet Holochilus och familjen hamsterartade gnagare. IUCN kategoriserar arten globalt som livskraftig. Inga underarter finns listade i Catalogue of Life.

## Utseende
Arten blir 13,6 till 17,0 cm lång (huvud och bål), har en 12,9 till 15,1 cm lång svans och väger 80 till 168 g. Bakfötterna är cirka 4 cm långa och öronen är 2,1 till 2,5 cm stora. Den långa pälsen på ovansidan bildas av bruna och svarta hår vad som ger ett spräckligt utseende. Fram mot sidorna får pälsen inslag av orange. Undersidan är täckt av vita och orange hår. Korta hår hittas även på öronen och på svansen. Den senare är mörk ovanpå och ljus på undersidan. Djuret har simhud mellan tårna.
Per käkhalva förekommer en framtand, ingen hörntand, ingen premolar och tre molarer. Jämförd med andra släktmedlemmar är Holochilus sciureus allmänt mindre och svansen är kortare än huvud och bål tillsammans. Dessutom har honor 8 eller 10 spenar medan de andra arterna alltid har 8. Av de fyra knölarna som förekommer på de första två molarer i överkäken är den som ligger på insidan samt närmare örat hos Holochilus sciureus förstorad. Djuret har kraftiga klor vid bakfötterna.

## Utbredning
Denna gnagare förekommer i norra Sydamerika öster om Anderna. Utbredningsområdet sträcker sig från Venezuela till södra Bolivia och centrala Brasilien. Arten lever på ängar mellan skogar som ofta ligger intill vattendrag. Den besöker även jordbruksmark.

## Ekologi
Dräktiga honor och ungar observerades mellan augusti och november.
Efter ungefär 29 dagar dräktighet föder honor oftast 5 eller 6 ungar men kullar med upp till 8 ungar registrerades. Ungarna föds blinda och i princip nakna (förutom små känselhår) med en vikt av cirka 7 g. Ungarna öppnar sina ögon och öron efter cirka två veckor och ungefär samtidig slutar honan med digivning. Före ungarnas födelse bygger honan ett klotrunt bo med hjälp av växtdelar.
Arten äter främst gräsfrön och spannmål som kompletteras med andra växtdelar och ryggradslösa djur. Den faller själv offer för kajmaner, ormar, rovlevande fåglar och medelstora rovdjur.